# Aglaostigma fulvipes
Aglaostigma fulvipes är en stekelart som först beskrevs av Giovanni Antonio Scopoli 1763.  Aglaostigma fulvipes ingår i släktet Aglaostigma, och familjen bladsteklar. Arten är reproducerande i Sverige.